# Paiwarria aphaca
Paiwarria aphaca is een vlinder uit de familie van de Lycaenidae. De wetenschappelijke naam van de soort werd als Thecla aphaca in 1867 gepubliceerd door William Chapman Hewitson.